# Hypogastrura harveyi
Hypogastrura harveyi är en urinsektsart som först beskrevs av James P. Folsom 1902.  Hypogastrura harveyi ingår i släktet Hypogastrura och familjen Hypogastruridae. Inga underarter finns listade i Catalogue of Life.